# Gerd Wohlleben
Gerd Wohlleben (* 2. Dezember 1902 in Köln; † 27. Dezember 1972 in Ingelheim am Rhein) war ein deutscher Politiker (FDP).
Wohlleben studierte Rechtswissenschaften und arbeitete danach in Gleiwitz (Schlesien) in einer Maschinenfabrik. Nach dem Ausbruch des Zweiten Weltkriegs zog er nach Mainz. Er war von 1949 bis 1972 Rechtsanwalt mit eigener Kanzlei in Ingelheim.
Gerd Wohlleben nahm als aktiver Sportler und Sportfunktionär an der Olympischen Sommerspiele 1936 in Berlin und am Deutschen Turnfest 1953 in Hamburg teil. Von 1938 bis 1940 gehörte er dem NS-Reichsbund für Leibesübungen an (Mitglied im Turnverein Vorwärts Gleiwitz). Von 1949 bis 1956 war er 2. Vorsitzender des rheinhessischen Turnerbunds; 1. Vorsitzender von 1958 bis 1969.
Nach dem Zweiten Weltkrieg wurde er Mitglied der Liberalen Partei. Im Auftrag der Industrie- und Handelskammer und des Gouvernement Militaire en Allemagne war er mit der Entnazifizierung beauftragt. Am 20. April 1948 erhielt er den Nichtbetroffenenbescheid des Landeskommissars für die politische Säuberung (Koblenz)
Von 1948 bis 1969 war er Mitglied des Stadtrats Ingelheim. In der 1. Wahlperiode gehörte er 1947 bis 1951 für die FDP dem Rheinland-Pfälzischen Landtag an. Im Landtag war er Vorsitzender im Petitionsausschuss (bis 12. Oktober 1950), ab Ende 1949/Anfang 1950 war er Vorsitzender im Rechtsausschuss bzw. ab 12. Oktober 1950 des Rechts-, Geschäftsordnungs- und Petitionsausschuss. 1954 war er Mitglied der 2. Bundesversammlung.